# Claude AnShin Thomas

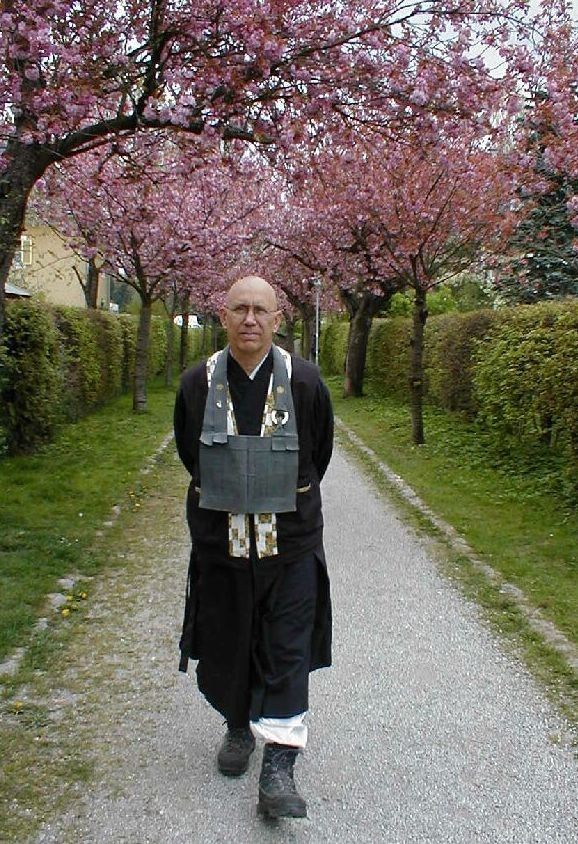
Claude AnShin Thomas

Claude AnShin Thomas (* 21. November 1947 in Pennsylvania) ist ein Veteran des Vietnamkriegs und Soto-Zen-Priester.

## Leben
Claude Thomas wurde als Sohn eines Lehrers in einer Kleinstadt in den USA geboren. Schon mit 17 Jahren meldete er sich freiwillig in die US-Armee und wurde bald darauf im Vietnamkrieg eingesetzt. Er diente von September 1966 bis November 1967 als Kommandant einer Hubschraubermannschaft. 1968 wurde er nach einer schweren Verwundung in Ehren aus der US-Armee entlassen und kehrte in die USA zurück. Er fand es wie viele Veteranen schwierig, sich wieder in die Gesellschaft zu integrieren. Trotz seiner Hinwendung zu Sport und Ausbildung führten ihn die unbewältigten Kriegserlebnisse immer wieder in Schlaflosigkeit, Unruhe, Alkohol- und Drogenmissbrauch.
1991 lernte er den vietnamesischen Mönch Thich Nhat Hanh kennen und wandte sich auf der Suche nach Heilung der traumatischen Schädigungen der Meditation zu. In der Folge verbrachte er längere Zeit in der klösterlichen Atmosphäre des Meditationszentrums Plum Village in Frankreich. 1995, nach einer monatelangen Pilgerreise zu Fuß von Auschwitz nach Hiroshima, wurde er von Roshi Bernard Tetsugen Glassman, dem Gründer der Greyston Foundation, des Peacemaker Ordens und Mitgründer der White Plum Asanga, als AnShin AnGyo zum Zen-Mönch ordiniert. Ende der 1990er Jahre gründete er die Zaltho-Foundation zur Unterstützung seiner Arbeit für Verständigung, Frieden und Heilung von Wunden, die durch Gewalt und Krieg verursacht sind.
Claude AnShin Thomas versteht sich als Wandermönch und reist jährlich mehrere Monate insbesondere in den USA und Europa, hält Vorträge und Retreats. Ansonsten lebt er im Magnolia Zen-Zentrum in Mary Esther, Florida, USA.

## Werke
- Claude AnShin Thomas: Krieg beenden – Frieden leben. Ein Soldat überwindet Hass und Gewalt. Theseus 2003. Rezension

- Claude AnShin Thomas: Am Tor zur Hölle – Der Weg eines Soldaten zum Zen Mönch. Theseus 2008. Erw. und aktualisierte Neuausg. von Krieg beenden, Frieden leben.